# The Hotlegs
The Hotlegs was een Britse studioband die bestond van 1970 tot 1972. Hun bekendste single is Neanderthal Man uit 1970. Nadat Graham Gouldman bij de band kwam werd de naam veranderd naar 10cc.

## Bezetting
- Eric Stewart
- Graham Gouldman
- Kevin Godley
- Lol Creme

## Geschiedenis
Stewart had eerder succes gehad als lid van de popband The Mindbenders uit de jaren 1960 en had de vocalen geleverd voor hun bekendste nummer A Groovy Kind of Love. De Mindbenders ontbonden in november 1968 en Stewart richtte samen met Peter Tattersall, een voormalig roadmanager voor Billy J. Kramer & the Dakota's, en mede-Mindbender en succesvolle songwriter Gouldman, gezamenlijk een opnamestudio op in Stockport, die in 1969 werd omgedoopt tot Strawberry Studios.
Stewart en Gouldman schakelden Godley en Creme in, oude vrienden van Gouldman die eerder een mislukte carrière hadden gelanceerd onder ondernemer Giorgio Gomelsky als het duo Frabjoy en Runcible Spoon, en het team kreeg werk door het schrijven en uitvoeren van bubblegum-nummers onder verschillende bandnamen van de Amerikaanse schrijvers/producenten Jerry Kasenetz en Jeffry Katz van Super K Productions, evenals ander sessiewerk.
Neanderthal Man is gemaakt door het trio Stewart, Godley en Creme, terwijl ze ploeterden met nieuw geïnstalleerde opnameapparatuur in de Strawberry Studios, waarbij ze de drumlagen op een viersporenmachine perfectioneerden. (In die tijd was Gouldman in New York om de laatste zes maanden van zijn contract met Super K Productions uit te werken). Het lied bestond voornamelijk uit een gezongen refrein, ondersteund door Stewarts en Creme's akoestische gitaren en een log drumritme, verzorgd door Godley. Het lied werd uitgebracht als single onder de naam Hotlegs en bereikte nummer 2 in de Britse singlehitlijst in juli 1970 en nummer 22 in de Verenigde Staten en verkocht uiteindelijk twee miljoen exemplaren wereldwijd.
De band nam het vervolgalbum Thinks: School Stinks op voor Philips, voordat ze zichzelf in augustus 1970 kenmerkten als Doctor Father voor een nieuwe versie van Umbopo bij Pye Records. Het was een nummer dat ze oorspronkelijk hadden opgenomen voor Kasenetz en Katz om uit te brengen onder de naam Crazy Elephant. De versie van Doctor Father slaagde er niet in om airplay of verkoop aan te trekken.
In oktober 1970 werd de band uitgenodigd voor een tournee door Groot-Brittannië met The Moody Blues. Gouldman, net teruggekeerd naar het Verenigd Koninkrijk, voegde zich bij de band op bas en markeerde de optredens als de eerste waarbij de vier toekomstige leden van 10cc live op het podium speelden. Na slechts vier shows werd de tournee echter geannuleerd, toen John Lodge van The Moody Blues een virus opliep.
Lady Sadie (1971) werd uitgebracht door The Hotlegs in Groot-Brittannië met een zeer ondeugende tekst met een standaardarrangement en twee andere in het buitenland (Run Baby Run in de Verenigde Staten en Desperate Dan in Duitsland en Spanje), maar geen enkele kon zich plaatsen in de hitlijst. De band keerde terug naar de studio's om samen te werken met andere artiesten.
Thinks: School Stinks werd wereldwijd uitgebracht en werd in december 1971 opnieuw verpakt (in het Verenigd Koninkrijk) door het Philips-label met verschillende nummers die de originelen vervingen, waaronder Neanderthal Man. In 1976 werd in Groot-Brittannië het compilatiealbum You Didn't Like It Because You Didn't Think of It uitgebracht, waarin eerder uitgebracht materiaal werd samengevoegd.
Door het gebrek aan verdere activiteit in de hitlijsten werd Hotlegs bestempeld als een one-hit wonder. In 1972 werd Hotlegs opnieuw gelanceerd als 10cc.
Thinks: School Stinks werd in 1994 opnieuw op cd uitgebracht door One Way Records. Deze editie bevatte alleen de bezetting van de oorspronkelijke albumpublicatie.
You Didn't Like It Because You Didn't Think of It werd heruitgegeven door 7T's (een divisie van Cherry Red) op 22 oktober 2012. De heruitgave bevatte een nieuwe omslag en een boekje met informatie over het maken van het album. De tracklist bevat alle oorspronkelijke nummers, evenals het titelnummer en de Amerikaanse stereomix voor Neanderthal Man. Dit was de eerste cd-publicatie van het album met alle nummers die Stewart, Godley & Creme als Hotlegs hebben opgenomen.

## Discografie

### Singles
- 1970: Neanderthal Man

### Albums
- 1970: Thinks: School Stinks
- 1971: Song
- 1976: You Didn't Like It Because You Didn't Think of It